# Ruta europea E801
La E-801 forma parte de la Red de Carreteras Europeas, concretamente de las carreteras de clase B. Se trata de un eje secundario que comienza en Coímbra (Portugal) y finaliza en Verín (Orense, España), por lo tanto su trazado recorre Portugal y España. Su longitud es de 281 km, y coincide con la autovía portuguesa Autoestrada do Interior Norte (A24) y la Autovía Verín - Frontera Portuguesa (A-75). Empieza al norte de Coímbra (Portugal) a la altura de la intersección de la Autoestrada A1 (A1) y la Autoestrada do Baixo Mondego (A14). Tras 281 kilómetros llega a la intersección de la Autovía Verín - Frontera Portuguesa (A-75) con la Autovía de las Rías Bajas (A-52), donde termina.